# Куэнка, Мария Гуадалупе
Мария Гуадалупе Куэнка (исп. María Guadalupe Cuenca de Moreno, 1790 — 1 сентября 1854) — аргентинская писательница XIX века.

## Биография
Мария Гуадалупе Куэнка родилась в 1790 году в департаменте Чукисака, в Боливии. После смерти отца она провела детство в монастыре в своём родном городе.
20 мая 1804 года она вышла замуж за Мариано Морено, с которым познакомилась, когда Морено изучал право в Боливии. После того, как у пары родился ребенок, они переехали на улицу Калле-де-ла-Пьедад в Буэнос-Айресе (Аргентина). Через несколько дней после отъезда Морено в Англию Куэнка получила коробку с парой чёрных перчаток, чёрным веером и траурной вуалью. Но ей так и не сообщили, что Морено умер в открытом море. Ожидая новостей от мужа, она написала ему десять любовных писем, которые вернули нераспечатанными. Энрике Уильямс Альзага позже собрал их в книге под названием Cartas que nunca llegaron (Письма, которые так и не пришли). После смерти мужа Куэнка воспитывала сына одна. Обездоленная, она попросила у Триумвирата пенсию, и тот согласился дать ей пенсию в размере 30 песо. Она умерла в Буэнос-Айресе 1 сентября 1854 года.